# Nuoto di fondo ai campionati europei di nuoto 2020 - 10 km maschili
La gara dei 10 km in acque libere maschile si è svolta il 13 maggio 2021 presso il Lago Lupa a Budakalász, a nord di Budapest, in Ungheria. Hanno preso parte alla competizione 35 nuotatori.

## Medaglie
| Posizione | Atleti               | Paese    |
| --------- | -------------------- | -------- |
| Oro       | Gregorio Paltrinieri | Italia   |
| Argento   | Marc-Antoine Olivier | Francia  |
| Bronzo    | Florian Wellbrock    | Germania |

## Risultati
La gara ha avuto inizio alle 14:00 (UTC+1 ora locale).
| Pos.    | Atleta               | Nazionalità        | Tempo     |
| ------- | -------------------- | ------------------ | --------- |
| Oro     | Gregorio Paltrinieri | Italia             | 1:51:30.6 |
| Argento | Marc-Antoine Olivier | Francia            | 1:51:41.7 |
| Bronzo  | Florian Wellbrock    | Germania           | 1:51:42.0 |
| 4       | Ferry Weertman       | Paesi Bassi        | 1:51:43.0 |
| 5       | Kristóf Rasovszky    | Ungheria           | 1:51:45.0 |
| 6       | Mario Sanzullo       | Italia             | 1:51:46.4 |
| 7       | Axel Reymond         | Francia            | 1:51:49.6 |
| 8       | Hector Pardoe        | Gran Bretagna      | 1:51:55.4 |
| 9       | Domenico Acerenza    | Italia             | 1:51:55.9 |
| 10      | Alberto Martínez     | Spagna             | 1:51:56.0 |
| 11      | Daniel Székelyi      | Ungheria           | 1:52:04.7 |
| 12      | Oliver Klemet        | Germania           | 1:52:05.7 |
| 13      | Rob Muffels          | Germania           | 1:52:06.3 |
| 14      | Athanasios Kynigakis | Grecia             | 1:52:06.8 |
| 15      | Kirill Abrosimov     | Russia             | 1:52:07.9 |
| 16      | Logan Vanhuys        | Belgio             | 1:52:18.4 |
| 17      | Péter Gálicz         | Ungheria           | 1:52:23.3 |
| 18      | Matan Roditi         | Israele            | 1:52:34.4 |
| 19      | Tobias Robinson      | Gran Bretagna      | 1:52:46.6 |
| 20      | Evgenij Dratcev      | Russia             | 1:53:05.3 |
| 21      | Ruslan Sadykov       | Russia             | 1:53:05.5 |
| 22      | Lars Bottelier       | Paesi Bassi        | 1:53:05.7 |
| 23      | Matěj Kozubek        | Rep. Ceca          | 1:53:37.9 |
| 24      | Ido Gal              | Israele            | 1:54:02.8 |
| 25      | Jan Hercog           | Austria            | 1:54:03.2 |
| 26      | Martin Straka        | Rep. Ceca          | 1:54:07.1 |
| 27      | Evgenij Pop Acev     | Macedonia del Nord | 1:54:08.9 |
| 28      | Ihor Chervynskyy     | Ucraina            | 1:54:10.2 |
| 29      | Vít Ingeduld         | Rep. Ceca          | 1:55:47.2 |
| 30      | Arti Krasniqi        | Kosovo             | 1:55:52.4 |
| 31      | Yonatan Ahdut        | Israele            | 1:56:30.4 |
| 32      | Tamás Farkas         | Serbia             | 2:00:00.2 |
| dnf     | Bogdan Petre         | Romania            | dnf       |
| dns     | Logan Fontaine       | Francia            | dns       |
| dns     | Tomáš Peciar         | Slovacchia         | dns       |